# محافظه‌کاری سبز
محافظه‌کاری سبز ترکیبی از محافظه‌کاری با محیط‌زیست‌گرایی است. در طول تاریخ اندیشه محافظه‌کارانه، هم سیاستمداران و هم فلاسفه محافظه‌کار نسبت به مسائل محیط زیستی ابراز نگرانی کرده‌اند. ویژگی متمایز محافظه‌کاری سبز، تأکید آن بر استفاده از سیاست‌های مبتنی بر بازار برای مقابله با چالش‌های زیست‌محیطی است، نه تکیه بر برنامه‌ریزی متمرکز و دولتی.
در این رویکرد، توانمندسازی افراد و جوامع محلی بر کنترل متمرکز از بالا ترجیح داده می‌شود. در مواردی که راه‌حل مسائل، ماهیتی جهانی دارد ــ مانند تغییرات اقلیمی ــ محافظه‌کاران سبز بر این باورند که نقش دولت باید فراهم کردن بستر مناسب برای مشارکت افراد، کارآفرینان و نهادهای خیریه باشد تا از طریق همکاری و نوآوری، راه‌حل‌هایی مؤثر برای مقابله با بحران‌هایی مانند تغییر اقلیم ارائه دهند.

## انواع

### قاره آمریکا

#### برزیل
حزب ملی اکولوژیک در برزیل، در گذشته با کلیسای جماعت ربانی که بزرگ‌ترین فرقهٔ انجیلی در این کشور محسوب می‌شود ارتباط نزدیکی داشت و بر مبنای اصول محافظه‌کاری سبز فعالیت می‌کرد.
با این حال، این حزب در ادامه مسیر خود نامش را به «پاتریوتا» تغییر داد و از سیاست‌های سبز و محیط‌زیستی پیشین خود فاصله گرفت. در عوض، رویکرد خود را به سوی سیاست‌هایی ملی‌گرایانه و محافظه‌کارانه سنتی سوق داد.
حزب پاتریوتا همچنین مواضع مذهبی خود را تقویت کرده و به‌شدت با موضوعاتی چون **سقط جنین، ازدواج هم‌جنس‌گرایان، و سایر سیاست‌های جریان چپ‌گرا** مخالفت می‌ورزد.
حزب ملی اکولوژیک با «مجامع الهی»، بزرگ‌ترین فرقه انجیلی حاضر در برزیل، ارتباط داشت و از محافظه‌کاری سبز حمایت می‌کرد، اما اکنون نام خود را به «پاتریوتا» تغییر داده و از سیاست‌های سبز و طرفدار اکولوژی خود به نفع سیاست‌های محافظه‌کارانه و ملی‌گرایانه خود دست کشیده است؛ این حزب مخالفت مذهبی خود با سقط جنین، ازدواج همجنس‌گرایان و سایر سیاست‌های چپ‌گرایانه را حفظ و تقویت کرده است.

#### کانادا
در کانادا، اصطلاح «محافظه‌کاری سبز» در سال ۲۰۰۶ توسط پرستون منینگ ــ رهبر اپوزیسیون رسمی (کانادا) و بنیان‌گذار حزب اصلاحات ــ رایج شد. منینگ این مفهوم را به‌ویژه به‌عنوان راهی برای ایجاد **نقطه مشترک میان نسل جوان و مسن‌تر رأی‌دهندگان** مطرح کرد. او به‌طور خاص از ایده **قیمت‌گذاری آب در پروژه‌های استخراج نفت از ماسه‌های نفتی** حمایت کرده است تا تولیدکنندگان نفت را به افزایش بهره‌وری وادار کند.
در سال ۱۹۸۸، استیون هارپر در کتاب آبی که بعدها یکی از منابع تأثیرگذار بر اصول حزب اصلاحات شد، از یک سیاست محیط زیستی دفاع کرد که در عین حفاظت از محیط زیست، **کنترل‌های بوروکراتیک را کاهش دهد**. هارپر تأکید داشت که حزب اصلاحات نسبت به بهره‌کشی‌های زیست‌محیطی که در نظام‌های «سوسیالیستی، سرمایه‌داری و سوسیال دموکراتیک» دیده می‌شود، آگاه است. از سوی دیگر، جورج پارکین گرانت، فیلسوف آرمان‌گرای کانادایی و نویسنده «مانیفست توری‌های سرخ» استدلال می‌کرد که توری‌ها از مشوق‌های محیط‌زیستی حمایت می‌کنند، چراکه این ابزارها راهی برای **مقابله با سرمایه‌داران صنعتی‌ای هستند که به خاطر منافع زودگذر و سطحی، محیط زیست را تخریب می‌کنند**.

#### ایالات متحده
یکی از نخستین کاربردهای اصطلاح «محافظه‌کاری سبز» بهنوت گینگریچ رئیس مجلس نمایندگان ایالات متحده آمریکا از حزب جمهوری‌خواه، نسبت داده می‌شود. بنا بر گزارش نشریه هومن اونتس، این اصطلاح در جریان مناظره‌ای میان گینگریچ و جان کری دربارهٔ مسائل زیست‌محیطی مطرح شد. در همین دوران، جنبش محافظه‌کاران سبز گاهی اوقات به عنوان جنبش کلاهبرداران بی‌رحم شناخته می‌شد، اصطلاحی که توسط مجله نشنال ریویو و نوشته‌های راد درهر رواج یافت. این عنوان به طیفی از محافظه‌کاران اشاره دارد که در کنار پایبندی به ارزش‌های سنتی، به زندگی ساده، مصرف آگاهانه، و حفاظت از محیط زیست نیز باور دارند.
در ایالات متحده، حزب جمهوری‌خواه عموماً به عنوان حزب محافظه‌کار در نظر گرفته می‌شود. محافظه‌کاری سبز خود را به عنوان یک جنبش در گروه‌هایی مانند ائتلاف حفاظت از محیط زیست آمریکا نشان داد، که به دنبال تقویت موضع حزب جمهوری‌خواه در مورد مسائل زیست‌محیطی و حمایت از تلاش‌ها برای حفظ منابع طبیعی و حفاظت از سلامت انسان و محیط زیست هستند.